# Phillipkeith Manley
Phillipkeith Alexander Manley (* 7. Mai 1990 in Hamilton, Ohio) ist ein US-amerikanischer American-Football- und Arena-Football-Spieler. Er spielte zuletzt auf der Position des Guards für die Philadelphia Soul in der Arena Football League.

## College
Manley spielte von 2008 bis 2011 College Football an der University of Toledo für die Toledo Rockets. In seiner ersten Saison spielte er zehn Spiele als Ersatzspieler, in seiner zweiten neun Spiele. 2010 wurde er zum Starter und spielte in allen Spielen, ebenso 2011.

## Profikarriere

### NFL
Nachdem Manley im NFL Draft 2012 nicht ausgewählt wurde, verpflichteten die Atlanta Falcons ihn am 30. Mai 2012. Am 8. September 2012 wurde er entlassen. Am 11. September verpflichteten die Falcons ihn für ihren Practice Squad. Am 6. November 2012 wurde er in den 53-Mann-Hauptkader befördert. Am 31. August 2013 wurde er erneut entlassen. Am 1. September 2013 wurde er von den Falcons erneut für ihren Practice Squad verpflichtet.
Am 6. November 2013 verpflichteten die Dallas Cowboys Maley für ihren Practice Squad. Am 12. November 2013 wurde Manley von den Cowboys entlassen.
Am 6. Januar 2014 verpflichteten die Carolina Panthers Manley. Am 19. Mai 2014 wurde Manley von den Carolina Panthers entlassen.

### Arena Football League
Am 2. Oktober 2014 verpflichteten die Cleveland Gladiators Manley. 2017 wurde er den Gladiators erneut zugewiesen. Am 20. März 2018 wurde bekannt, dass Manley den Philadelphia Soul zugewiesen wurde. Für seine dortigen Leistungen wurde er ins 2nd Team All-Arena berufen. Am 8. März 2019 wurde sein Vertrag verlängert.